# Forsteckweiher
Der Forsteckweiher ist ein künstlich angelegtes Stillgewässer in der Gemeinde Dieburg im Landkreis Darmstadt-Dieburg in Hessen..

## Geographie
Der Forsteckweiher ist maximal circa 270 m lang und maximal circa 50 m breit, seine Wasserfläche beträgt circa 1,0 ha. Nördlich vom Forsteckweiher befinden sich das Dreieck Dieburg (Bundesstraße 26, Bundesstraße 45 und K 128) und ein Parkplatz. Südlich des Weihers liegt das Waldgewann Oberforst. Ein Rundweg (Am Forsteckweiher) erschließt das Gewässer.